# Renato Lessa

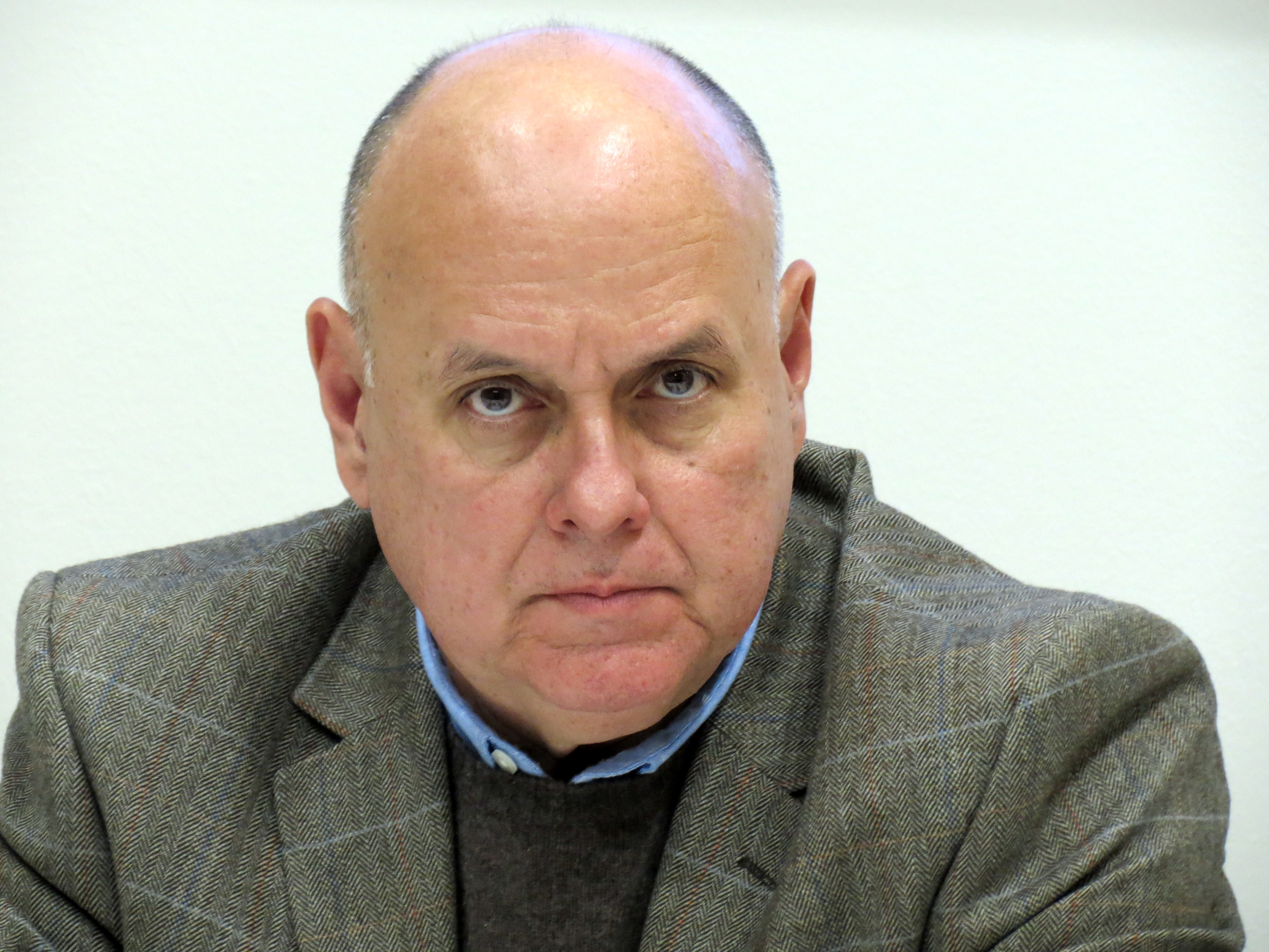
Renato Lessa bei der Göteborg Buchmesse 2014.

Renato Lessa (* 1954 in Rio de Janeiro) ist ein brasilianischer Politikwissenschaftler und seit 2013 Präsident der Stiftung Brasilianische Nationalbibliothek.

## Werdegang
Lessa promovierte 1992 am Instituto Universitário de Pesquisas do Rio de Janeiro (IUPERJ). Er ist Professor für politische Theorie an der Universidade Federal Fluminense.
Im März 2013 wurde er in Nachfolge von Galeno Amorim zum Präsidenten der Stiftung Brasilianische Nationalbibliothek (Fundação Biblioteca Nacional, FBN) durch die Kulturministerin Marta Suplicy ernannt. Hier übernimmt er als Aufgabe die Durchführung eines umstrittenen Neustrukturierungsprogramms für die Brasilianische Nationalbibliothek (BN). Als Präsident der Stiftung ist er auch an der Präsentation seines Landes auf der Frankfurter Buchmesse 2013 beteiligt, sowie 2014 auf Göteborg Buchmesse, in der Brasilien ebenfalls Themenland ist.

## Ehrungen
- Komtur des Ordem do Mérito Científico

## Werke (Auswahl)
- O Silêncio e sua Representação. Memória e Cinzas. 2009
- Montaigne’s and Bayle’s Variations. Skepticism in the Modern Age. 2009
- O Experimento Bayle. Kriterion, 2009
- O campo da ciência política no Brasil. Revista Estudos Hum(e)anos. 2011